# Roger Glover

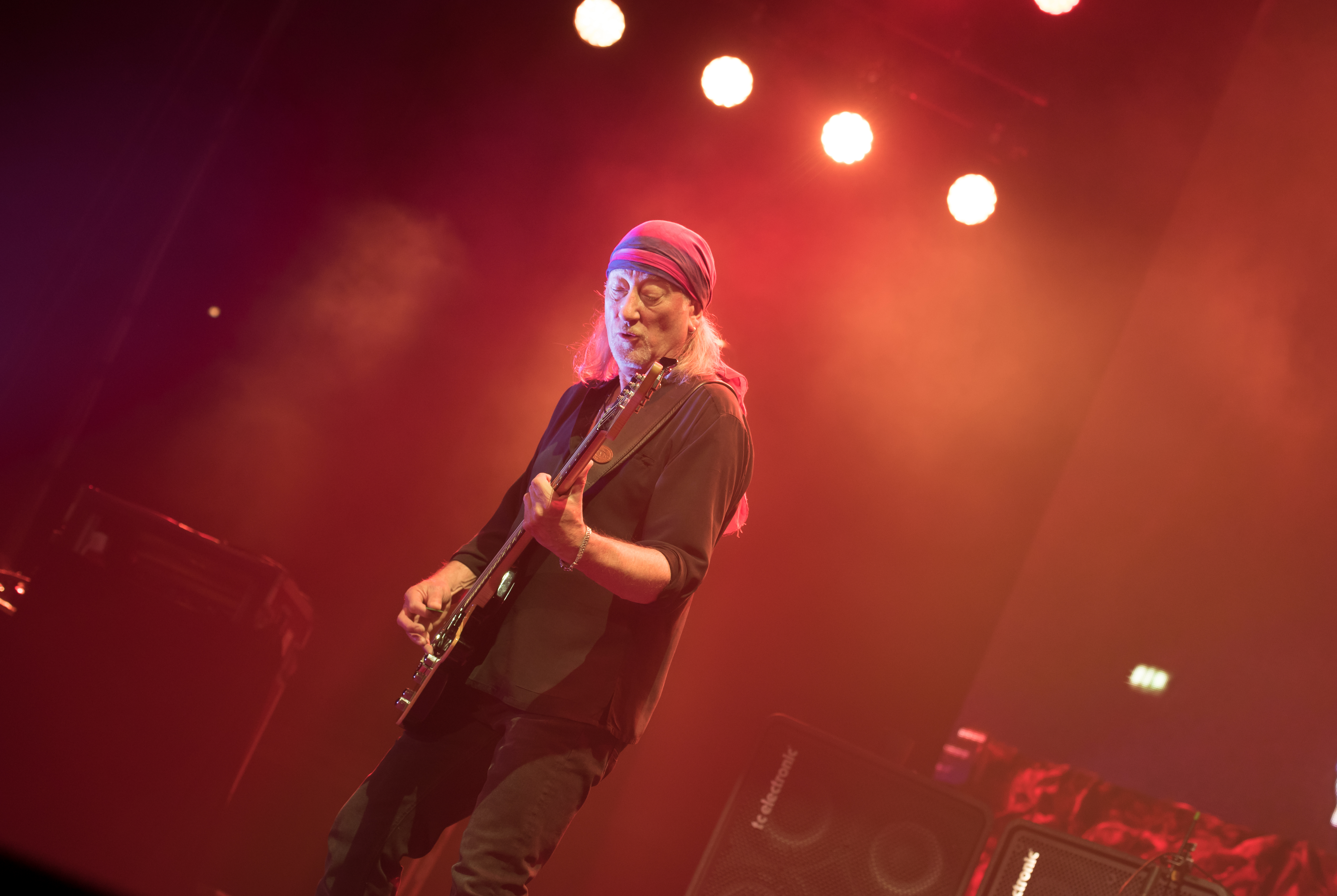
Roger Glover in Hamburg 2017

Roger David Glover (* 30. November 1945 in Brecon/Wales) ist ein britischer Musiker, Komponist und Musikproduzent. Bekanntheit erlangte er als Bassist von Deep Purple (1969–1973 sowie ab 1984) und Rainbow (1979–1984) sowie als Produzent von Gruppen und Musikern wie Nazareth, Spencer Davis Group, Rory Gallagher, Status Quo, David Coverdale, Judas Priest, Michael Schenker Group und Rainbow.

## Leben

### Herkunft und musikalischer Anfang (bis 1969)
Schon früh begann sich Roger Glover für Musik zu interessieren und besuchte einschlägige Pubs in der Umgebung seiner Heimatstadt. In der Harrow County School lernte er seine ersten Mitstreiter kennen, mit denen er in den frühen 1960ern The Madisons gründete, die um 1962 mit The Lightnings fusionierten. Im Oktober 1963 benannte sich die Band in Episode Six um. Aus den Anfangstagen der Madisons waren Glover am Bass, der Gitarrist Tony Lander und der Schlagzeuger Harvey Shields übrig geblieben. Durch den Sänger Andy Ross, Graham Carter an der Gitarre sowie der Sängerin und Keyboarderin Sheila Carter-Dimmock wurde die Formation komplettiert. Im Mai 1965 wurde Andy Ross durch Ian Gillan ersetzt.
1966 veröffentlichte die Band vier Singles, die keine Verkaufserfolge wurden, aber einen gewissen Bekanntheitsgrad der Band zur Folge hatten. Die ersten Fernsehtermine bei der BBC standen an und man suchte nach einer optischen Überraschung, um sich von den „normalen“ Auftritten der anderen Bands abzuheben. Die sah so aus, dass Roger Glover zum Ende der Show in einem riesigen Berg Cornflakes verschwand, der sich von der Decke des Studios über ihn ergoss. Episode Six wurden bekannter und bekamen Engagements über die Grenzen Großbritanniens hinaus. Schon Anfang 1963 – noch ohne Ian Gillan – hatte die Band einen Monat lang in Frankfurt am Main im Beatclub „Acadia“ und sogar in der libanesischen Hauptstadt Beirut gespielt. Episode Six waren im Libanon zeitweilig mit drei Singles gleichzeitig in der Hitparade vertreten. 1967 veröffentlichte Episode Six unter dem Namen Neo Maya eine Single mit dem Titel I Won’t Hurt You. Von dieser Platte existieren heute nur noch wenige Kopien.
Bis Mitte 1969 kamen weitere fünf Singles von Episode Six auf den Markt. Als eine der besten Aufnahmen von Episode Six gilt die Glover-Komposition I Can See Through You (1967). Auch mit den weiteren Veröffentlichungen stellte sich der Erfolg nicht ein. So sahen sich Roger Glover und Ian Gillan ab 1968 nach anderen Musikern um.

### Mitglied von Deep Purple und erste Solo-Aktivitäten (1969–1978)
Gillan lernte Jon Lord von Deep Purple kennen. Lord und seine Mitmusiker Ritchie Blackmore und Ian Paice suchten gerade Ersatz für Rod Evans und Nick Simper, mit deren Leistungen sie unzufrieden waren. Lord hatte von Gillans Gesang gehört und lud ihn zum Vorsingen ein. Dieser brachte Glover gleich mit. Obwohl dieser sich zunächst Bedenkzeit erbat, stieg auch er einen Tag später in die Band ein. In der nun entstandenen, Mk II genannten, Deep-Purple-Besetzung spielte die Band vier Studioalben ein, die allesamt als Meilensteine in der Entstehung des Hard Rocks, beziehungsweise des Heavy Metals gelten, „Deep Purple in Rock“, „Fireball“, „Machine Head“ und „Who Do We Think We Are?“. 1973 verließ er Deep Purple auf Drängen Ritchie Blackmores. Zeitgleich verließ auch Ian Gillan die Band.

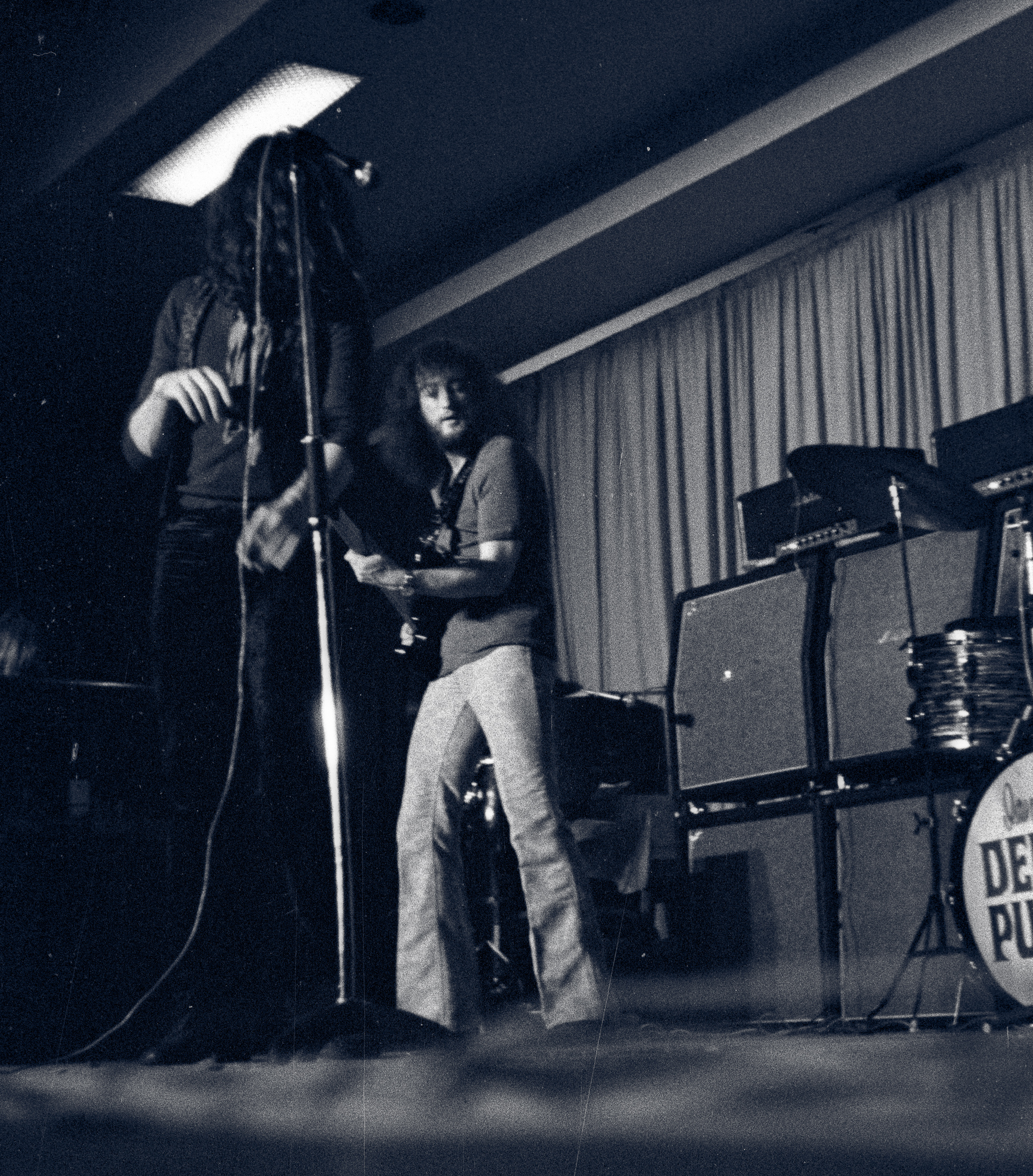
Deep Purple, Roger Glover 1970

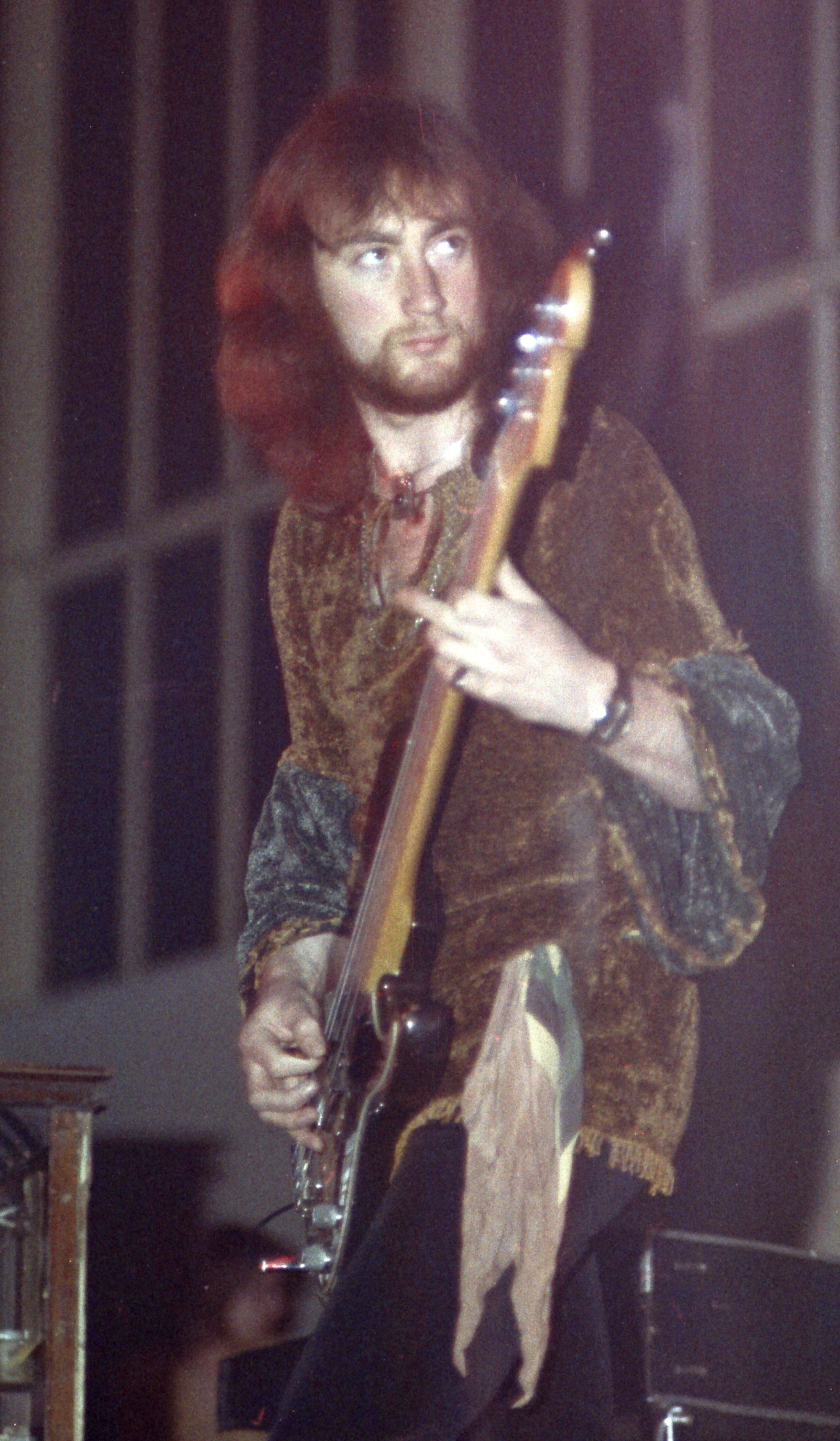
Roger Glover 1971

Schon als Mitglied von Deep Purple dachte Roger Glover über Soloprojekte nach. 1974 schließlich bekam Roger Glover über den Deep-Purple-Manager Tony Edwards den Auftrag, ein Kinderbuch mit dem Titel The Butterfly Ball and the Grashoppers Feast zu vertonen. Die Platte, für die er viele bekannte Musiker engagiert hatte (u. a. Ronnie James Dio, David Coverdale und auch seinen Nachfolger bei Deep Purple (Mark III), Glenn Hughes), erschien gleichzeitig mit einer ausgekoppelten Single Love Is All. Sie belegte in mehreren europäischen Charts den ersten Platz.
Am 16. Oktober 1975 wurde The Butterfly Ball das erste und einzige Mal in der Royal Albert Hall zu London live aufgeführt. Als Ersatz für Ronnie James Dio, der zwischenzeitlich bei Rainbow eingestiegen war, sprangen Twiggy (das Model der damals populären Schlankheitswelle) und Ian Gillan ein. Mit Gillan produzierte Glover anschließend die LP Child In Time, auf der er auch den Bass spielte.
Parallel zu seinen Solo-Aktivitäten begann Glover als Produzent zu arbeiten, so produzierte er unter anderem drei Alben der Band „Nazareth“, das Rory Gallagher Album „Calling Card“ sowie das Judas Priest Album Sin After Sin. Zwischen all den Aufträgen, die Glover als Produzent bekam, fand dieser irgendwo noch Zeit für sich selbst. Und die vertrieb er sich mit Malen und Dichten. Aus einem dieser Gedichte entstand das zweite Solowerk von Glover: Elements. Genau wie das Butterfly-Projekt hat Elements musikalisch überhaupt nichts mit Hardrock zu tun (es beschreibt klassisch die vier Elemente: Erde, Wind, Feuer und Wasser) und kam bei den Deep-Purple-Fans nicht an.

### Bassist und Produzent bei Rainbow und Wiedervereinigung von Deep Purple (ab 1984)
Ende des Jahres 1978 hatte Ritchie Blackmore, der 1975 ebenfalls Deep Purple verlassen hatte, bis auf den Sänger Dio die Mitglieder seiner Band Rainbow gefeuert, und fragte bei Roger Glover an. Dieser übernahm zwei Aufgaben, nämlich die des Bassisten und die des Produzenten. Zusammen mit den Sängern Graham Bonnet (bis 1981) und später Joe Lynn Turner nahmen Glover und Blackmore bis 1984 vier Alben auf. Der Rest der Bandbesetzung variierte oft, unter anderem spielte auch der spätere Deep-Purple-Keyboarder Don Airey bei Rainbow. Rainbow löste sich 1984 auf, da Blackmore und Glover an der Wiedervereinigung der legendären Mk-II-Besetzung von Deep Purple mitwirken wollten. Noch bevor die Deep-Purple-Reunion so richtig ins Rollen kam, wartete er mit seiner dritten Soloveröffentlichung auf: The Mask. Sie enthielt charttaugliche Popsongs, die aber letztendlich im Trubel um die Deep-Purple-Reunion völlig untergingen.
1988 erschien das Album Accidentally On Purpose, ebenso wie schon The Mask ein Pop-dominiertes Album, welches er zusammen mit seinem langjährigen Wegbegleiter und Freund Ian Gillan neben den Tätigkeiten bei Deep Purple geschrieben, eingespielt und produziert hatte. Erst im Jahre 2002 trat Roger Glover wieder mit einem Soloprojekt in Erscheinung, er veröffentlichte sein Album Snapshot unter Roger Glover & The Guilty Party. Im Jahr 2011 erschien unter dem gleichen Bandnamen das Album If Life Was Easy mit Gastauftritten von Dan McCafferty und Pete Agnew von Nazareth.
Seit 1984 ist Glover erneut Bassist bei Deep Purple. Nachdem sein Freund Ian Gillan 1989 aus der Band gedrängt wurde, sang Joe Lynn Turner, mit dem Glover und Blackmore bereits bei Rainbow zusammengearbeitet hatten, auf einem Studioalbum für Deep Purple. Da das Album und die Tour jedoch zum kommerziellen Misserfolg wurden, kam es 1992 zur zweiten Reunion der Mk-II-Besetzung mit Ian Gillan als Sänger. 1993 verließ schließlich Ritchie Blackmore endgültig die Band. Nach einem kurzen Gastspiel Joe Satrianis stieß 1994 Steve Morse als neuer Gitarrist zu Deep Purple. 2002 verließ Jon Lord die Band und wurde durch den ehemaligen Rainbow-Keyboarder Don Airey ersetzt. Danach änderte sich erst 20 Jahre später wieder die Besetzung, als Steve Morse sich 2022 aufgrund der Erkrankung seiner Ehefrau zurückzog und durch Simon McBride ersetzt wurde.
Die Band begibt sich bis heute regelmäßig auf Tour und bringt neue Studioalben heraus, zuletzt „Woosh!“ (2020), „Turning to Crime“ (2021) und „=01“ (2024).
Zu Deutschland hat Glover ein besonders gutes Verhältnis, das er so begründet:

„In Deutschland haben wir unsere allererste goldene Schallplatte bekommen. Hier hatten wir von Anfang an die treuesten Fans. Wir haben so oft hier gespielt, dass es schwerfällt, sich an einzelne Erlebnisse zu erinnern. Deutschland ist einfach gut organisiert, und die Fans sind so enthusiastisch, ähnlich wie in Japan. Außerdem habe ich einige Alben hier produziert. Das wäre nicht so, wenn ich nicht immer schöne Zeiten in Deutschland verbracht hätte.“

Roger Glover ist in zweiter Ehe verheiratet und lebt seit 2009 mit seiner Frau und seinen zwei Töchtern im Fricktal im Kanton Aargau in der Schweiz. Seine dritte und älteste Tochter aus einer früheren Beziehung, Gillian Glover, ist ebenfalls Musikerin und ist als Sängerin auf Glovers beiden letzten Soloalben zu hören.

## Diskografie

### Bandalben
Episode Six
- Put Yourself In My Place (1987)
- The Complete Episode Six – 1963–1965 (1991)
- The Radio 1 Club Sessions – Live 68/69 (1997)

Deep Purple
- Concerto For Group And Orchestra (1969)
- Deep Purple in Rock (1970)
- Fireball (1971)
- Machine Head (1972)
- Who Do We Think We Are (1973)
- Perfect Strangers (1984)
- The House of Blue Light (1987)
- Slaves & Masters (1990)
- The Battle Rages On (1993)
- Purpendicular (1996)
- Abandon (1998)
- Concerto For Group And Orchestra (1999)
- Bananas (2003)
- Rapture of the Deep (2005)
- Now What?! (2013)
- Infinite (2017)
- Whoosh! (2020)
- Turning to Crime (2021)
- =1 (2024)

Rainbow
- Down To Earth (1979)
- Difficult To Cure (1980)
- Straight Between The Eyes (1983)
- Bent Out Of Shape (1983)

### Soloalben
Roger Glover & Guests
- The Butterfly Ball (1974)

Roger Glover
- Elements (1978)
- Mask (1984)
- The Butterfly Ball & Wizards Convention (DoLP with Bonus-Interview 7") (1989)

Gillan/Glover
- Accidentally On Purpose (1988)

Roger Glover & The Guilty Party
- Snapshot (2002)
- If Life Was Easy (2011)

### Gastbeiträge
- Rupert Hine & David MacIver – Pick Up A Bone (1971)
- Jon Lord – Gemini Suite (1972)
- Dave Cousins – Two Weeks Last Summer (1972)
- Nazareth – Loud‘n’Proud (1973) “Free Wheeler”
- Andy Mackay – In Search For Eddie Riff (1974)
- Dan McCafferty – Dan McCafferty (1975)
- Ian Gillan Band – Child In Time (1976)
- Eddie Hardin – Wizard’s Convention (1976) “Loose Ends”
- John Perry – Sunset Wading (1976)
- David Coverdale – White Snake (1976)
- Eddie Hardin – You Can’t Teach An Old Dog New Tricks (1977)
- David Coverdale – North Winds (1978)
- Joe Breen – More Than Meets The Eye (1978)
- Wheels – Don’t Be Strange (1979)
- Eddie Hardin – Circumstancial Evidence (1982)
- Ian Gillan – Naked Thunder (1990) “No More Cane On The Brazos”
- Pretty Maids – Jump The Gun (1990) “Dream On”
- Ian Gillan – Cherkazoo And Other Stories (1992) Aufnahmen 1972–1974
- Gov't Mule – The Deep End (2001) “Maybe I’m A Leo”
- Gov't Mule – The Deepest End (2003) Live in Concert
- Ian Gillan – Gillan’s Inn (2006)
- Michael Schenker – My Years with UFO (2024)

### Produktionen
- Rupert Hine & David MacIver – Pick Up A Bone (1971)
- Jon Lord – Gemini Suite (1972)
- Elf – Elf (1972), California Country Ball (1974), Trying To Burn The Sun (1975)
- Dave Cousins – Two Weeks Last Summer (1972)
- Nazareth – Razamanaz (1973), Loud’n Proud (1973), Rampant (1974)
- Green Bullfrog – Green Bullfrog (1974)
- Hardin & York – With Charlie McCraken (1974)
- Andy Mackay – In Search Of Eddie Riff (1974)
- Spencer Davis Group – Living In The Back Street (1974)
- John G.Perry – Sunset Wedding (1976)
- Rory Gallagher – Calling Card (1976)
- Status Quo – Wild Side Of Life/All Through The Night (Single 1976)
- Ian Gillan – Child In Time (1976)
- Strapps – Strapps (1976), Secret Damage (1976)
- Eddie Hardin – You Can’t Teach An Old Dog New Tricks (1977)
- David Coverdale – White Snake (1977), North Winds (1978)
- Judas Priest – Sin After Sin (1977)
- Young & Moody – Young & Moody (1977)
- Barbi Benton – Ain’t That Just The Way (1978)
- Joe Breen – More Then Meets The Eye (1978)
- Grand Theft – Have You Seen This Band (1978)
- Wheels – Don’t Be Strange (1979)
- Rainbow – Down to Earth (1979)
- The Michael Schenker Group/MSG – The Michael Schenker Group (1980)
- Rainbow – Difficult to Cure (1981), Straight Between The Eyes (1982), Bent Out Of Shape (1983)
- Pretty Maids – Jump The Gun (1990)